# Утнапіштім
Утнапішті́м, Утанапіштім — персонаж епоса про Гільгамеша, який врятувався від всесвітнього потопу і започаткував новий людський рід за дорученням бога Енкі. За рішенням богів, разом із дружиною отримав безсмертя. У пошуках вічного життя до нього приходив герой епосу — Гільгамеш.

## Роль в епосі
Коли бог Енліль розгнівався на людей і замислив знищити їх потопом, бог Енкі (Еа) виказав цю таємницю чоловіку з міста Шуруппак Утнапіштіму. За його порадою, нашептаною уві сні, Утнапіштім відмовитися від своїх мирських володінь і створив велетенський кубічний корабель, який назвав «Хранитель Життя», щоб врятуватися від величезної повені. Також йому було доручено взяти з собою дружину, сім'ю і родичів, майстрів із свого села, малят, звірів і зерно. Коли повінь почалася, вона знищила всіх тварин і людей, які не були на кораблі, і, як вважають, послужила основою для міфу про Ноїв ковчег.
Після дванадцяти днів на воді Утнапіштім відкрив люк свого корабля, щоб подивитися навколо, і побачив схили гори Нісір, де він причалив свій корабель на сім днів. На сьомий день він вислав голубку, щоб побачити, чи відступила вода, і голуб не міг знайти нічого, крім води, тому він повернувся. Потім вислав ластівку, і вона теж повернулася, не знайшовши нічого. Нарешті, Утнапіштім випустив ворона, котрий побачив, що вода відступила, тому він покружляв, але не повернувся. Утнапіштім потім випустив всіх тварин на волю і здійснив жертвопринесення богам. Ті злетілися на жертву і тут Енліль зрозумів, що його задум не виконався повністю. Його гнів втихомирив Еа, вказавши на нерозумність і несправедливість знищення людей. Бог Енліль зійшов до вцілілих і, доторкнувшись до лобів, зробив Утнапіштіма і його дружину безсмертними та дав їм місце серед богів. Ці двоє безсмертних оселилися в далеких землях біля гирла річки.
Через багато років герой Гільгамеш, змирившись зі смертю свого друга Енкіду, вирушив у серію подорожей в пошуках свого предка Утнапіштіма, аби дізнатися таємницю вічного життя для себе. Утнапіштім повідав свою історію і дав Гільгамешу випробування — не спати впродовж шести днів і семи ночей. Герой, втомившись після подорожі, проспав весь цей час, а на доказ цього дружина Утнапіштіма щодня пекла хліб і клала його біля Гільгамеша. Героєві довелося визнати, що він недостойний безсмертя, але все ж Утнапіштім за порадою дружини розповів про чарівну рослину. Вона була покрита колючками і росла на морському дні, а назва її буквально означала «старий стає молодим».
Пірнаючи на дно, Гільгамеш добув потрібну траву, але дорогою назад її викрала змія, набувши здатності скидати шкіру і молодшати. Гільгамеш повернувся додому в місто Урук, зрозумівши, що попри подвиги не уникне долі всіх людей та мусить померти. Але він взявся увіковічнити себе розбудовою міста, привівши Урук до процвітання і цим здобувши безсмертя в пам'яті людей.